# Clematis minggangiana
Clematis minggangiana är en ranunkelväxtart som beskrevs av Wen Tsai Wang. Clematis minggangiana ingår i släktet klematisar, och familjen ranunkelväxter. Inga underarter finns listade i Catalogue of Life.